# リチャード・ニューマン
リチャード・ニューマン（Richard Newman、1949年10月14日 - ）は、アメリカ合衆国の俳優、声優。イリノイ州シカゴ出身。1990年代にカナダ・バンクーバーに移住。

## ノミネート歴
- 2012年ジェシー・リチャードソン・シアター賞大劇場賞助演男優賞候補『The Merchant of Venice』[1]

## 出演作品

### テレビアニメ
1990年
- ドラゴンクエスト 勇者アベル伝説（ムーア）

1994年
- ロックマン USA（ウッドマン）

1995年
- G.I.ジョー・エクストリーム（アイアンクロー）
- 鎧伝サムライトルーパー（悪奴弥守、柳生博士 他）
- ストリートファイター（バイソン〈ベガ〉）

1996年
- ビーストウォーズ 超生命体トランスフォーマー（ライノックス）

1997年
- ドラゴンボールZ（ギニュー）
- ビーストウォーズメタルス 超生命体トランスフォーマー（ライノックス）

1999年
- おくびょうなカーレッジくん（モグラ人間）
- スパイダーマン・アンリミテッド（ハイ・エヴォリューショナリー、J・ジョナ・ジェイムソン）
- ビーストウォーズメタルス 超生命体トランスフォーマー（ヴォック）
- 超生命体トランスフォーマー ビーストウォーズリターンズ（ライノックス / タンカー〈第8話途中から〉）
- モンスターファーム〜円盤石の秘密〜（ゴーレム）

2000年
- カードキャプターさくら（ケルベロス）
- コング・アニメイテッド・シリーズ（ハウリング・ジャック・クロケット）
- 新機動戦記ガンダムW（OZパイロット）
- 天空のエスカフローネ（ドルンカーク）

2001年
- セイバーマリオネットJ（師範 / ルーベンス）
- リブート（ディーコン）

2002年
- 犬夜叉（刀々斉、蜘蛛頭）
- 地球少女アルジュナ（老人）
- トラブルチョコレート（モッツァレラ）
- PROJECT ARMS -プロジェクト アームズ-（神宮十三）
- らんま1/2（春巻、老人）

2003年
- X-メン:エボリューション（オメガレッド）
- 花より男子（牧野晴男）
- MASTERキートン（ハロルド・スミス）
- 無限のリヴァイアス（下村）

2004年
- 機動戦士ガンダムSEED（デュエイン・ハルバートン、サイの父）
- ギャラクシーエンジェル（ジム・キンケード）
- ドラゴンブースター（アナウンサー）
- トランスフォーマー スーパーリンク（英語版は『エネルゴン』）（メガトロン〈日本名はガルバトロン〉〈第14話のみ〉）

2005年
- ガジェット警部 最後の事件（オットー）
- 機動戦士ガンダムSEED スペシャルエディション 虚空の戦場（デュエイン・ハルバートン）
- トランスフォーマー ギャラクシーフォース（英語版は『サイバートロン』）（ベクタープライム）
- 人間交差点（マネージャー）
- ヒカルの碁（栗本正助）
- めぞん一刻（三鷹さんの伯父さん）

2006年
- エレメンタル ジェレイド（ボス）
- オーバン・スターレーサーズ（大統領）

2007年
- BLACK LAGOON（ラッチマン）

2009年
- 犬夜叉 完結編（刀々斉）

2021年
- 半妖の夜叉姫（刀々斉）

### 劇場アニメ
2000年
- チャイニーズ・ゴースト・ストーリー スーシン（バクワン）

2001年
- とび★うおーず（魚バスの運転手）

### OVA
1994年
- A-Ko The VS（マルテン）

1998年
- ザ・マイティ・コング（船長）

2007年
- トムとジェリーのくるみ割り人形（トイメーカー）

### ゲーム
2003年
- 機動戦士ガンダム めぐりあい宇宙（エイパー・シナプス、ユーリ・ハスラー）

2004年
- 犬夜叉 呪詛の仮面（刀々斉）

2006年
- ゴッドファーザー・ザ・ゲーム（バージル・ソロッツォ）

2007年
- ゴッドファーザー ドン・エディション（フレデリコ・“フレド”・コルレオーネ）

2009年
- パンチアウト!!（ベア・ハッガー）

### テレビドラマ
1991年
- ザ・コミッシュ（マーティ）

1998年
- ファースト・ウェイブ（アレンソン博士）

### 映画
1984年
- マネーハンティングUSA 500万ドルを追いかけろ（質屋）

1989年
- 俺たちは天使じゃない（通行人）

1991年
- RUN/標的にされた男（ポーカーをする男）

1994年
- 殺人療法（医者）

## 参加作品

### テレビアニメ（スタッフ）
- ポンキッキめいさくわーるど（アディショナル・ディレクター）
  - アルプスの少女ハイジ
  - オズのまほうつかい
  - しらゆきひめ
  - シンデレラ
  - 不思議の国のアリス